# Gerald Pillay
Pour les articles homonymes, voir Pillay.
Gerald John Pillay est un théologien protestant et un historien de l’Église sud-africain. Il a été vice chancelier et recteur de l'université de Liverpool Hope de 2003 à fin 2022,.

## Biographie

### Jeunesse
Gerald Pillay est né le 21 décembre 1953 dans la province du Natal en Afrique du Sud. Sa famille est sud-africaine depuis plusieurs générations, ses ancêtres étaient originaires d'Inde et s'étant installés au XIXe siècle dans ce qui était alors la colonie britannique du Natal.  Pendant son enfance et son adolescence à Durban, il a vécu sous le régime de l'apartheid. Il a suivi ses études à l'Université de Durban-Westville (une université réservée aux Sud-Africains de race indienne), où il obtient sa licence de lettres (Bachelor of Arts (BA)) en 1975, puis une licence en théologie (Bachelor of Divinity (BD)) en 1978, et un doctorat en théologie (Doctor of Theology (DTheol)) en 1985. Il étudie aussi la philosophie de la théologie à l'Université Rhodes, où il obtient un doctorat (Doctor of Philosophy (PhD)) en 1984.

### Carrière
Après avoir enseigné pendant 9 ans à l'université de Durban-Westville, il devient professeur d'histoire ecclésiastique à l'université d'Afrique du Sud à Pretoria en 1988, poste qu'il occupe pendant neuf ans. Au cours de cette période, il est également professeur invité à la North Western University, dans l'Illinois, chercheur à l'université de Princeton, professeur invité à l'université Rhodes et professeur invité à la Graduate School de l'Anabaptist Mennonite Biblical Seminary (AMBS), dans l'Indiana.
En 1997, il devient professeur de la Fondation à l'université d'Otago, en Nouvelle-Zélande. En 1998, il devient directeur exécutif de l'école des arts libéraux de cette université. Il vit en Nouvelle-Zélande avec sa famille pendant de nombreuses années de sa vie avant de s'installer au Royaume-Uni. Le 1er septembre 2003, il est nommé directeur du Liverpool Hope University College. Il est devenu le premier vice-chancelier lorsque Liverpool Hope a obtenu le statut d'université à part entière en juillet 2005.
Gerald Pillay a été membre du comité de rédaction de deux revues internationales (Studia Historiae Ecclesiasticae et Verbum et Ecclesia), il a présenté de nombreux articles lors de conférences internationales et a fait partie de divers organismes publics et éducatifs. Il a récemment participé à des recherches et donné des conférences à Cambridge, Oxford, Pretoria, en Californie, au Canada et à Munich.
Gerald Pillay prend la présidence de l'ONG Initiatives et Changement International à partir du 1er janvier 2022.

## Distinctions
En 2005, Gerald Pillay a été élu fellow à vie de la Royal Society of the Arts (FRSA).
En 2013, il a reçu un doctorat honoris causa de Hope College.
En 2021, il a été nommé Officer de l'Ordre de l'Empire britannique (OBE) pour services rendus à l'éducation supérieure du pays.

## Œuvres
- (en) G. J. Pillay, Religion at the limits?: Pentecostalism among Indian South Africans [« La religion aux limites ? : Le pentecôtisme chez les Indiens d'Afrique du Sud »], Pretoria, 1st, 1994 (ISBN 9780869818558)
- (en) J. W. Pillay (dir.), A History of Christianity in South Africa: Volume 1 [« Une histoire du christianisme en Afrique du Sud, volume 1 »], Pretoria, HAUM Tertiary, 1994 (ISBN 9780798632287)